# Caterina d'Alexandria
Caterina d'Alexandria, també coneguda com a Santa Caterina de la roda i la Gran Màrtir Santa Caterina (grec ἡ Ἁγία Αἰκατερίνη ἡ Μεγαλομάρτυς) és una santa cristiana i màrtir de dubtosa existència. L'imaginari la fa una destacada estudiosa del segle iv. És venerada com a santa per tota la cristiandat.

## Hagiografia
La seva hagiografia es compon sobretot de llegendes que tenen moltes variants locals i poca base històrica. La versió més popular és que Caterina era la filla de Costus, el governador romà d'Alexandria. Va anunciar als seus pares que només es casaria amb algú que la superés en tot, algú que «la seva bellesa fos més radiant que la resplendor del sol, la seva saviesa regís tota la creació, i que les seves riqueses fossin disperses arreu».
Es diu que va visitar al seu contemporani, l'emperador romà Maximí el Traci, i tractà de convèncer-lo de l'error de les seves persecucions als cristians. Va aconseguir la conversió de la seva esposa, l'emperadriu, i molts savis pagans que l'emperador va enviar a
discutir amb ella, tots ells posteriorment van ser martiritzats. Després del fracàs de l'emperador per convèncer Caterina, n'ordenà l'empresonament, on també realitzà conversions. Això motivà a Maximí a condemnar-la a mort a la roda. Segons la llegenda, la roda es va trencar en tocar-la la santa, i va haver de ser decapitada.
Segons la llegenda uns àngels dugueren el seu cos al mont Sinaí, on al segle vi, l'emperador romà d'Orient Justinià I va establir el Monestir de Santa Caterina del Sinaí, l'església del qual es construí entre el 548 i el 565. Avui pertany al municipi egipci de Santa Caterina.

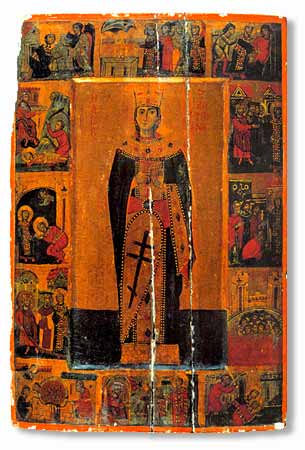
Icona de Santa Caterina d'Alexandria, amb escenes del seu martiri.

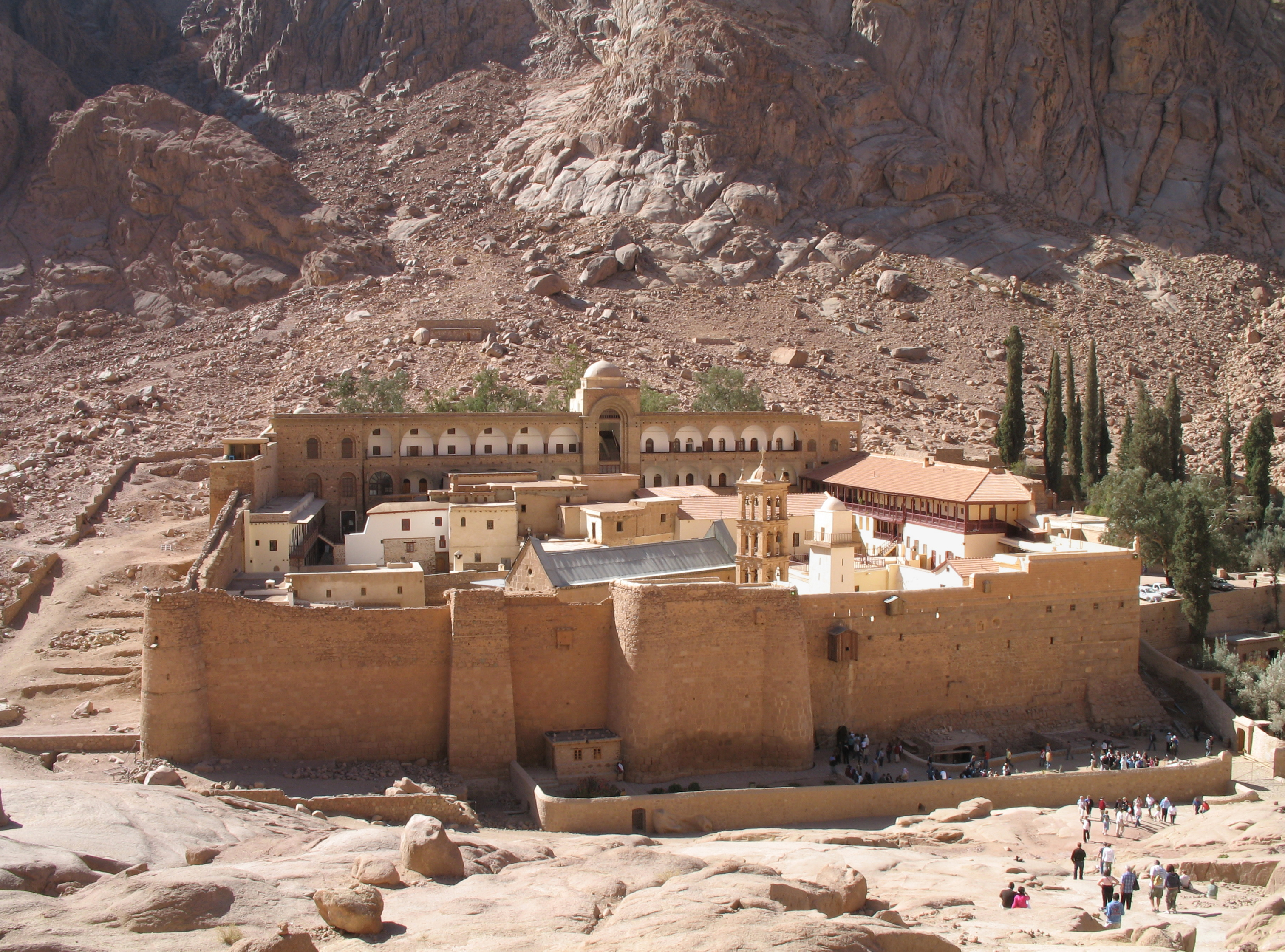
Monestir de Santa Caterina, als peus del Sinaí.

## Historicitat
Donada l'escassetat d'informació històrica gairebé no hi ha proves per confirmar cap d'aquestes llegendes. De fet, les mencions de les llegendes en si mateixos començaren a aparèixer segles després de la seva mort. Historiadors com Harold Thayler Davis o Jean-Marc Lévy-Leblond creuen que Caterina ('la pura') no existí mai i que fou més una figura exemplar que històrica. Segons aquesta hipòtesi, Caterina constitueix una contrapartida, en la mentalitat medieval, a la filòsofa pagana Hipàcia d'Alexandria, i s'ha suggerit que el mite de Caterina s'inventà per a aquest fi específic. Igual que Caterina, Hipàcia era una excel·lent coneixedora de la filosofia, la ciència i la teologia de l'època, molt bella, sexualment pura i fou brutalment assassinada per declarar públicament les seves creences. Tot i que l'hagiografia situa la mort de Caterina uns 100 anys abans de la mort d'Hipàcia, els primers registres que citen Caterina són molt més tardans.

## Veneració

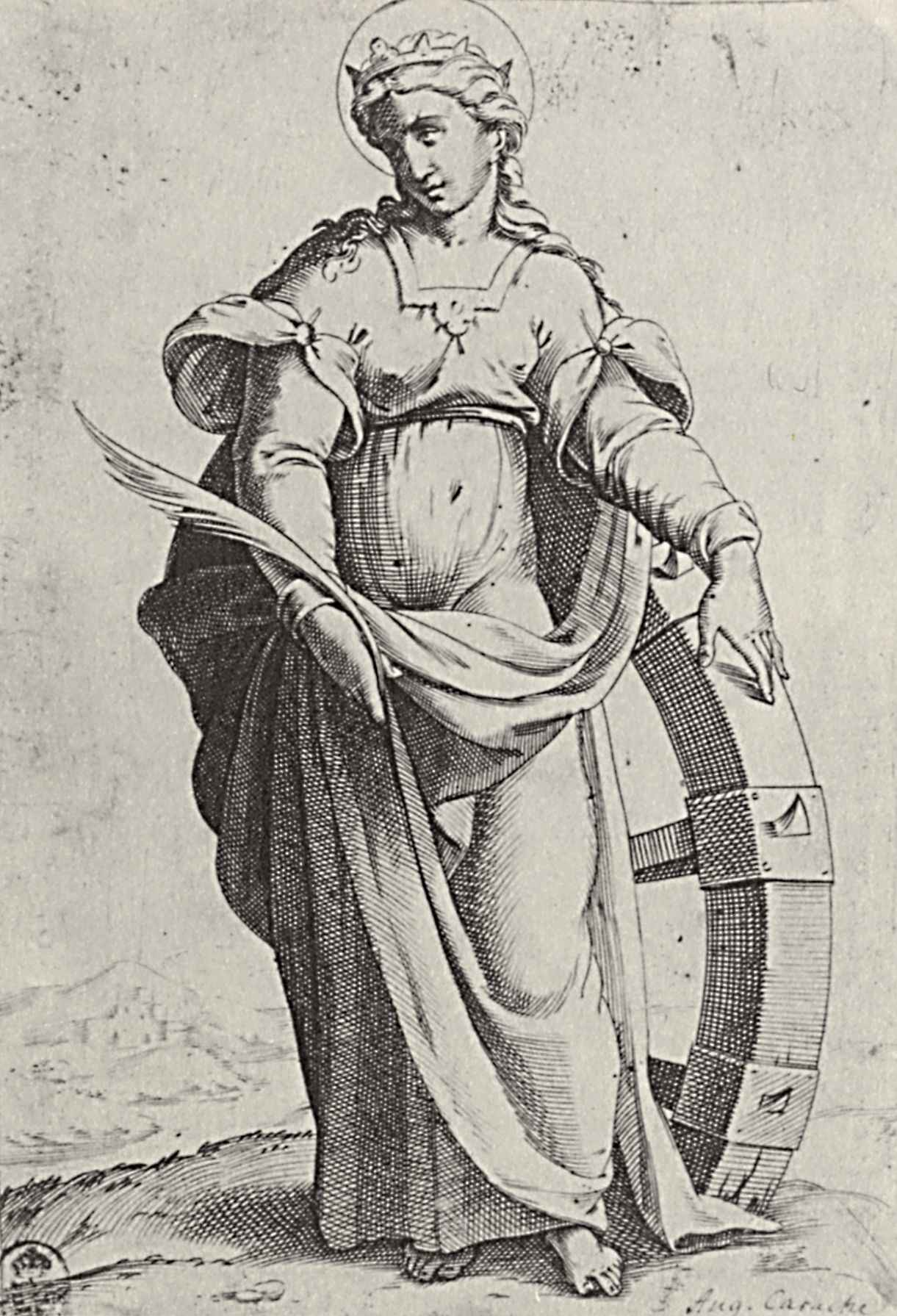
Gravat d'Agostino Carracci, ca. 1577 (Dresden)

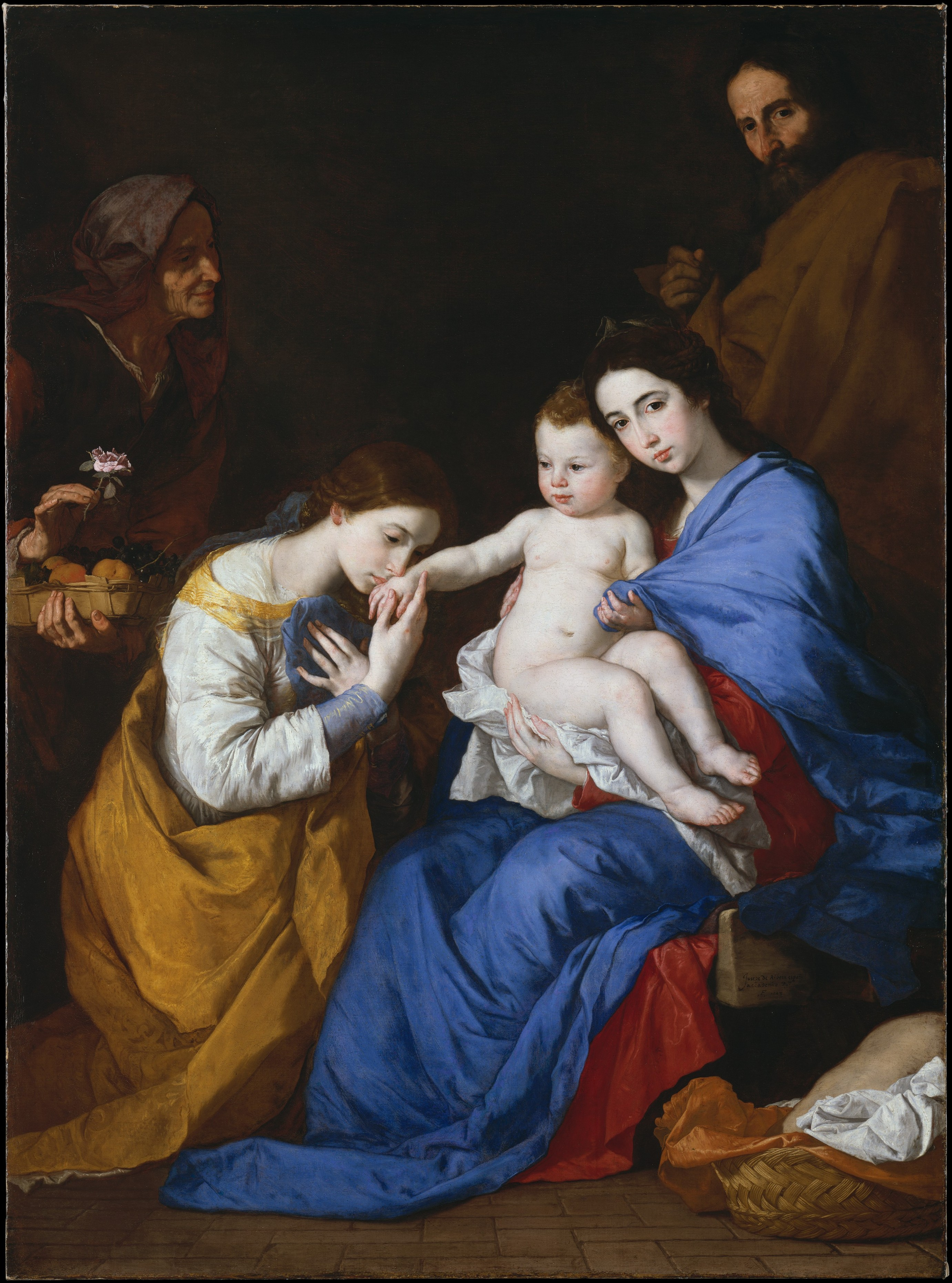
El matrimoni místic de Santa Caterina d'Alexandria de Josep de Ribera, 1648

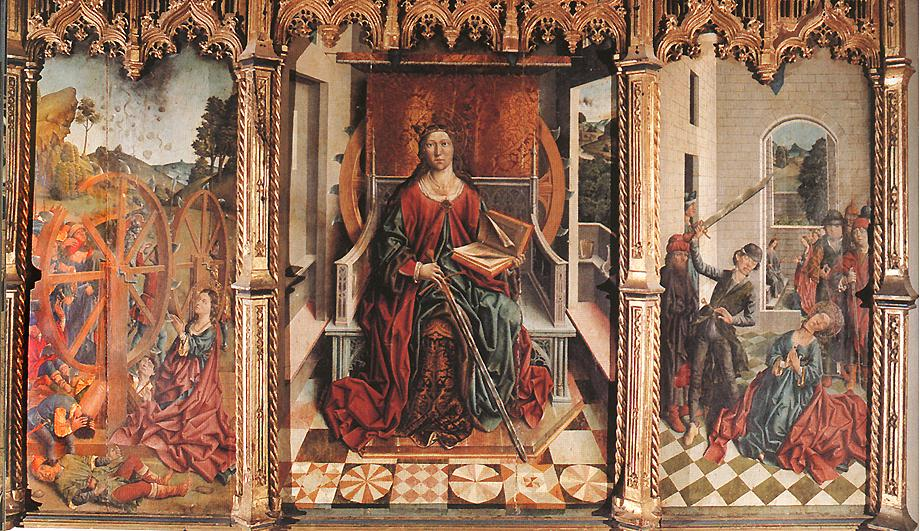
Tríptic de Santa Caterina de Fernando Gallego (Salamanca, Museo Provincial)

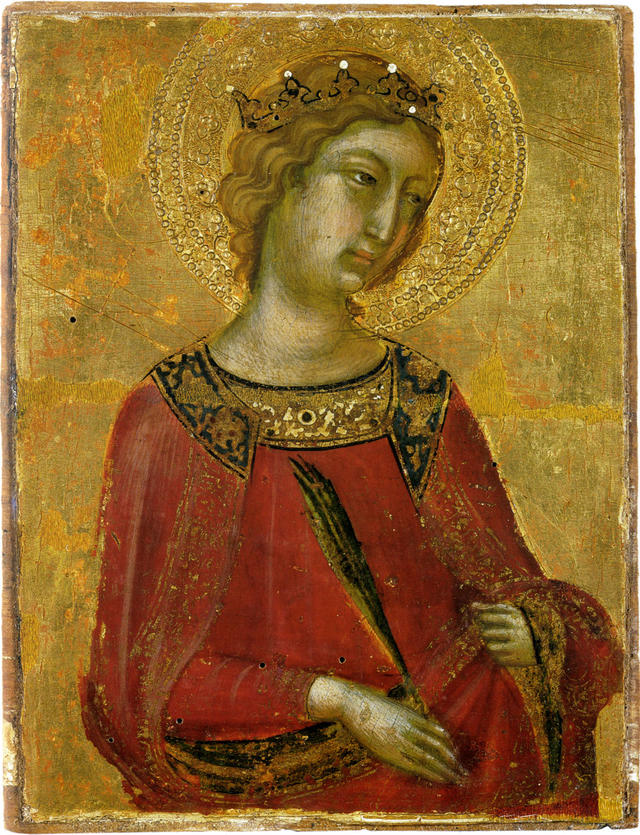
Caterina d'Alexandria, de Niccolo di Segna. Pinacoteca Nazionale di Siena

Les Esglésies ortodoxes la veneren com a «gran màrtir», i a l'Església Catòlica que és tradicionalment venerada com un dels catorze sants auxiliadors. El seu símbol principal és la roda dentada i la seva festa se celebra el 25 de novembre per la majoria de les esglésies cristianes. No obstant això, l'Església Ortodoxa Russa celebra el 24 de novembre, ja que l'emperadriu Caterina la Gran no volia compartir la seva festa patronal amb el comiat de la festa de la Presentació de la Mare de Déu. L'Església Catòlica de Santa Caterina a Sant Petersburg, una de les primeres esglésies catòliques construïdes a Rússia, va rebre el nom de Caterina d'Alexandria per influència de Caterina la Gran.
A Ucraïna, l'església ortodoxa de Santa Caterina de Txerníhiv, en estil barroc ucraïnès, és un monument nacional, tot i que també n'hi ha esglésies dedicades a aquesta santa a altres localitats del país.
Atès el caràcter fabulós de la seva hagiografia i per la incertesa sobre qui era ella, el 1969 l'Església Catòlica Romana retirà el dia de la seva festa del santoral, deixant el seu culte opcional als llocs on n'hi havia tradició. Per això continua essent reconeguda com a santa, amb festa el 25 de novembre. El 2002, la seva festa va ser restaurada en el calendari catòlic romà com de lliure memòria (no obligatòria, com abans).

### Culte medieval
Santa Caterina fou una de les santes més influents en la cultura religiosa de la baixa edat mitjana, i possiblement considerada la més important de les verges màrtirs. El seu poder com a intercessor era vastament conegut, i fermament establert en la majoria de les versions de la seva llegenda, a la que específicament li suplica a Déu en el moment de la seva mort per respondre a les oracions d'aquells que invoquen el seu nom. El desenvolupament del seu culte medieval va ser impulsat pel redescobriment del seu cos al voltant de l'any 800 al Mont Sinaí, quan encara li creixia el cabell i emetia un flux constant d'oli curatiu del seu cos. Hi ha un grapat de relats de peregrinació del viatge a Mont Sinaí, en particular les de John Mandeville i fra Félix Fabri. Tot i que el monestir al mont Sinaí era el lloc més conegut de la peregrinació de Caterina, era alhora la més difícil d'assolir. El santuari occidental més important era el monestir de Rouen que deia tenir els dits de Caterina. Però, acompanyat per molts, dispersos i altres santuaris dedicats a Caterina, que existien a Catalunya, França i Anglaterra. Alguns eren més coneguts llocs, com Canterbury i Westminster, que es va cobrar un flascó del seu oli, dut des del mont Sinaí per Eduard el Confessor. Altres santuaris foren centres de peregrinació locals, molts dels quals són identificats per mencions en textos.
Al començament del segle xv, es deia que havia parlat amb Joana d'Arc.

## Iconografia
Obres:
- Pintures murals amb la història de Santa Caterina Procedents de la Seu d'Urgell, segle xiii. (MNAC i Fundació Abbeg de Riggisberg)
- Pintures murals de la capella de Sant Miquel del Monestir de Pedralbes de Barcelona, segle xiv.
- Taula de Lluís Borrassà, de cap a 1424-25 (MNAC)[12]
- Retaule de santa Clara i santa Caterina, segle xv. Catedral de Barcelona
- Tríptic amb la Mare de Déu, Santa Caterina i Santa Eulàlia, de Joan Mates. segle xv (Museu Episcopal de Vic)
- Predel·la del Retaule de la Transfiguració, segle xv (Catedral de Tortosa)
- Pintura a l'oli sobre fusta procedent de l'església de Sant Miquel de Palma, principis del segle xvii. Museu d'Art Sacre de Mallorca